# Apple M1 Max
Der Apple M1 Max ist ein Arm-basiertes System-on-a-Chip (SoC) von Apple für seine Mac-Computer. Als Variante des Apple M1, der von Apple seit Ende 2020 in Mac-Computern sowie dem iPad Pro 2021 verbaut wird, ist der M1 Max der erste von Apple selbst entwickelte SoC für professionelle Anwender. Er wurde am 18. Oktober 2021 auf dem Apple-Event „Unleashed“ angekündigt und ist Teil einer zweijährigen Übergangsphase für Apples Macs von Intel-Prozessoren auf Apple-eigene Prozessoren. Der Chip wird im 5-nm-Verfahren vom taiwanischen Unternehmen TSMC gefertigt.

## Historie
Der Übergang von Intel-Prozessoren zu Apple Silicon ist nach dem Umstieg von Motorolas 68000-Familie und IBMs PowerPC-Prozessoren der dritte Systemwechsel für Apples Mac-Computer. Zwar werden hauseigene Prozessoren erst seit 2020 in Macs verbaut, jedoch verwendet die Firma bereits seit März 2010 selbstentwickelte Chips, beispielsweise in ihren iPhones. So gibt es neben der M-Serie, der der M1 Max angehört noch die A-Serie, S-Serie, T-Serie, W-Serie, H-Serie und U-Serie.

## Chip-Design

### CPU
Die CPU verfügt über insgesamt zehn Kerne, wovon zwei Stromspar-Kerne (E-Cores, von Apple „Icestorm-Kerne“ genannt) und acht Performance-Kerne (P-Cores, von Apple „Firestorm-Kerne“ genannt) sind. Die Stromspar-Kerne können zwischen einer Taktung von 600 MHz und 2064 MHz variieren, die Performance-Kerne zwischen 600 MHz und 3220 MHz. Eine Übertaktung einzelner Kerne des Chips für kurze Peak-Leistungen ist nicht möglich. Apple setzt beim M1 Max auf LPDDR5-6400 Unified Memory mit wahlweise 32 GB oder 64 GB Speicher. Dieser Arbeitsspeicher wird sowohl von der CPU als auch von der GPU verwendet. Die Speicherbandbreite beträgt bis zu 400 GB/s.

### GPU
Die GPU des M1 Max verfügt über 32 Grafik-Kerne (in manchen Basismodellen des MacBook Pros sind nur 24 davon aktiviert) mit einer Speicheranbindung von 512 Bit und einer Geschwindigkeit von maximal 400 GB/s. Der Takt der GPU kann zwischen 389 MHz und 1296 MHz variieren. Wie bei der CPU ist kein kurzzeitiges Übertakten möglich.

### Weitere Funktionen
Apple hat in dem M1 Max Technologien verbaut, die spezielle Rechenaufgaben, z. B. im Videoschnitt beschleunigen sollen: 16-Kern-Neural-Engine (AI-Beschleunigung), Secure Enclave (von CPU und GPU getrennter Bereich für z. B. biometrische Daten), ISP sowie eine Engine für Videodecoder, zwei Videoencoder und zwei Engines speziell für das Codieren und Decodieren des Videoformats ProRes.

## Produkte mit M1 Max
- MacBook Pro (14", 2021)[10]
- MacBook Pro (16", 2021)[11]
- Mac Studio (2022)[12]